# Tipula (Lunatipula) splendens
Tipula (Lunatipula) splendens is een tweevleugelige uit de familie langpootmuggen (Tipulidae). De soort komt voor in het Nearctisch gebied.